# 普斯努普利亞韋山
17°23′55″S 69°52′27″W / 17.39861°S 69.87417°W

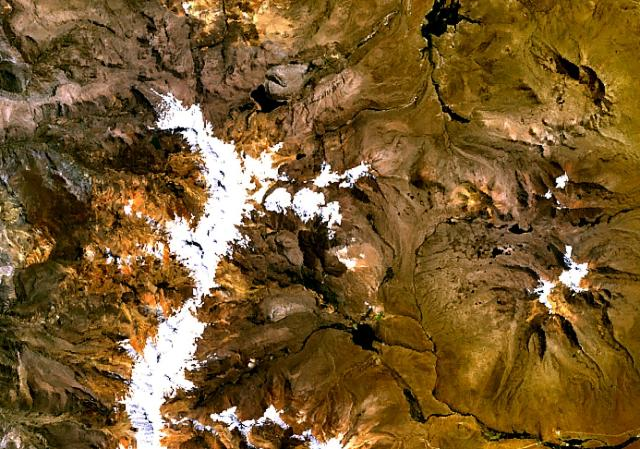

普斯努普利亞韋山（Phusnu Pullawi），是秘魯的山峰，位於該國南部塔克納大區，由塔拉塔省的塔拉塔區負責管轄，屬於安地斯山脈的一部分，海拔高度5,000米。